# Église Notre-Dame de Lit
L’église Notre-Dame de Lit se situe à Lit-et-Mixe, dans le département français des Landes. Sa construction date du XVe siècle. Elle est une étape sur la voie de Soulac du pèlerinage de Saint-Jacques-de-Compostelle.

## Présentation
L’église est à l’origine une église à caractère défensif, comme l'atteste sa tourelle. Sa voûte et son chœur sont remaniés entre 1896 et 1899.
Au rez-de-chaussée du clocher se trouve une piéta en pierre datant du XVe siècle, probablement issue des ateliers parisiens du quartier Saint-Sulpice. La porte intérieure encadre des battants en bois sculpté datant du XVe siècle, classés par les monuments historiques.
Au XIXe siècle, le clocher est rehaussé puis orné d’une flèche en 1906, surmonté de quatre anges aux points cardinaux, lui donnant sa silhouette singulière. Les vitraux datent de la fin du XIXe siècle, ils ont été financés par des dons des paroissiens. Le visage du vitrail de saint Étienne représente le fils d’une famille de Lit, noyé dans l’océan, à qui ses parents ont voulu ainsi rendre hommage.
Au fond de l’église se trouvent des peintures réalisées par François-Maurice Roganeau, peintre bordelais auteur du plafond du Grand Théâtre de Bordeaux. L’une d’elles, datant de 1920, est consacrée aux enfants de la commune morts pour la patrie pendant la Première Guerre mondiale.
En 1929, le médecin et écrivain Antonio Aparisi-Serres publie un article intitulé Note sur un blason de l'église de Lit dans le bulletin de la société de Borda.